# Кашпар, Ян
Ян Кашпар (чеш. Jan Kašpar; 20 мая 1883, Пардубице — 2 марта 1927, Пардубице) — чешский инженер, авиаконструктор, пионер чешской авиации.

## Биография
После окончания машиностроительного Высшего технического учебного заведения в Праге в 1908 году поступил на работу в немецкую фирму «Baase & Selve — прокатные алюминиевые заводы». Занялся одновременно с работой конструированием собственного воздушного летательного аппарата.
В течение года жил в Германии, затем вернулся обратно в Пардубице. Здесь совместно со своим двоюродным братом Эвженом Чигаком он поступил на работу в г. Млада Болеслав в фирму «Лаурин и Клемент». Здесь братья познакомились с конструкцией и производством авиадвигателей. Осенью 1909 года они стали конструировать собственный аэроплан с собственным двигателем. Первая попытка поднять аэроплан в воздух была неудачной, Я. Кашпар в сумерках разбил его. После этого инженер отправился в Париж, где за счет своих сбережений и занятых у отца денег купил новый аэроплан фирмы Блерио́ и вскоре после возвращения на родину, за городом стал совершать испытательные полеты.
Первой машиной Кашпара стал моноплан, скопированный с французского самолета Antoinette.
16 апреля 1910 года Ян Кашпар совершил свой полет на расстояние 2-х километров. С тех пор этот день считается днëм возникновения чешской авиации. 23 октября в 16 часов авиатор совершил показательный полет в г. Черновиц (сейчас м. Чернівці, Україна). Инж. Кашпар поднял свой “Блеріо” на высоту 30 м. Аэроплан совершил горизонтальний полет вдоль летного поля под овации многочисленных зрителей. Буковинцы наконец  получили возможность увидеть и ощутить то же самое, что и миллионы других людей в Европе. Это было грандиозное событие в истории Буковины. Год спустя, 13 мая 1911 года Кашпар совершил свой исторический полëт из Пардубиц в Прагу на аэроплане Блерио́. Этот самолет он в 1913 году подарил Национальному техническому музею в Праге.
В том же году наступил период успешных полëтов Яна Кашпара. Тогда же, им был совершен первый полëт с пассажиром.
В начале первой мировой войны пилот прекратил заниматься авиаконструированием. После войны оставшись без средств существования, с крупными долгами, забытый всеми и душевнобольной, 2 марта 1927 года покончил жизнь самоубийством.
Ян Кашпар является первым пилотом и первым успешным авиаконструктором Чехии. Его новаторские полëты положили начало чешской авиации.